# Ceratomyxa longispina
Ceratomyxa longispina is een microscopische parasiet uit de familie Ceratomyxidae. Ceratomyxa longispina werd in 1932 beschreven door Petruschewsky. 